# 松本節造
松本 節造（まつもと せつぞう、1855年9月18日（安政2年8月8日） - 1933年（昭和8年）11月24日）は日本の政治家。渡村長（第2代）、渡村会議員。

## 経歴
渡村（現在の鳥取県境港市渡町）の富農｢下渡辺｣渡辺又衛の次男として生まれ、千鳥屋松本に婿養子に入った。千鳥屋は渡村草分けの一軒といわれている旧家で、農業の傍ら酒･醤油醸造業を営む富豪だった。
38歳で村長となった節造は、村の発展は道路整備が第一と、改修が終わった外浜街道と渡を直線で結ぶ渡･余子間里道の改修を成し遂げたほか、消防組を設置し、衛生組合の創設や、伝染病避病舎建築等を果たした。